# Liga Uruguaya de Básquetbol 2022-23
La Liga Uruguaya de Básquetbol de 2022-23 es la XX edición de la competencia de más alta categoría entre clubes de básquetbol de Uruguay organizada por la FUBB.
En esta edición desciende nuevamente a 13 el número de equipos participantes, debido a que  Stockolmo desistió de participar del torneo, perdiendo su ascenso y descendiendo automáticamente hacia la próxima temporada de la segunda categoría (Liga Uruguaya de Ascenso).

## Equipos participantes

### Ascensos y descensos
| Club         | Ascendido por                               |
| ------------ | ------------------------------------------- |
| Larre Borges | Campeón de la Liga Uruguaya de Ascenso 2021 |

| Club           | Descendido por                                      |
| -------------- | --------------------------------------------------- |
| Olivol Mundial | 13º lugar en la Liga Uruguaya de Básquetbol 2021-22 |
| Capitol        | 14º lugar en la Liga Uruguaya de Básquetbol 2021-22 |

### Información de equipos
| Equipo                | Ciudad     | Gimnasio                           | Capacidad | Fundación                | Temporadas | Ligas | Subtítulos | 2021-22          |
| --------------------- | ---------- | ---------------------------------- | --------- | ------------------------ | ---------- | ----- | ---------- | ---------------- |
| Aguada                | Montevideo | Gimnasio Aguada                    | 1,635     | 28 de febrero de 1922    | 17         | 3     | 3          | Semifinales      |
| Biguá                 | Montevideo | Gimnasio Biguá de Villa Biarritz   | 1,200     | 14 de abril de 1931      | 17         | 4     | 2          | Campeón          |
| Defensor Sporting     | Montevideo | ''Gimnasio Óscar Magurno''         | 800       | 14 de septiembre de 1910 | 18         | 2     | 4          | Play-In          |
| Hebraica Macabi       | Montevideo | Gimnasio Tabaré                    | 1,100     | 25 de mayo de 1939       | 14         | 3     | 1          | Play-In          |
| Goes                  | Montevideo | ''Gimnasio Plaza de las Misiones'' | 1,800     | 10 de abril de 1934      | 10         | 0     | 0          | Cuartos de final |
| Larre Borges          | Montevideo | ''Gimnasio Romeo Schinca''         | 900       | 17 de julio de 1927      | 7          | 0     | 0          | Ascenso          |
| Malvín                | Montevideo | ''Gimnasio Juan Francisco Canil''  | 900       | 28 de enero de 1938      | 17         | 5     | 3          | Cuartos de final |
| Nacional              | Montevideo | Gimnasio Unión Atlética            | 750       | 14 de mayo de 1899       | 6          | 0     | 1          | Play-In          |
| Olimpia               | Montevideo | ''Gimnasio Albérico Passadore''    | 1200      | 17 de septiembre de 1918 | 16         | 0     | 0          | Cuartos de final |
| Peñarol               | Montevideo | Palacio Cr. Gastón Güelfi          | 4,700     | 28 de septiembre de 1891 | 2          | 0     | 1          | Subcampeón       |
| Trouville             | Montevideo | Gimnasio Club Trouville            | 780       | 1 de abril de 1922       | 18         | 1     | 1          | Semifinales      |
| Urunday Universitario | Montevideo | Gimnasio Urunday Universitario     | 700       | 16 de agosto de 1931     | 6          | 0     | 0          | Play-In          |
| Urupan                | Pando      | ''Gimnasio Santiago A. Cigliuti''  | 1000      | 30 de enero de 1924      | 1          | 0     | 0          | Cuartos de final |

## Modo de disputa
La Liga Uruguaya está dividida en tres etapas, fase regular, Play-in y PlayOffs.

### Fase regular
La fase regular del torneo será a dos rondas, todos contra todos, totalizando 24 fechas. Los cinco (5) primeros equipos avanzan directamente a cuartos de final, de los puestos 6.º al 11.º disputarán Play In por tres lugares en los Play Offs. Además los dos últimos equipos descenderán a El Metro.

### Play In
- 6.º vs. 11.º
- 7.º vs. 10.º
- 8.º vs. 9.º

### Cuartos de final
- [A] 1.º vs. Ganador (8.º vs. 9.º)
- [B] 2.º vs. Ganador (7.º vs. 10.º)
- [C] 3.º vs. Ganador (6.º vs. 11.º)
- [D] 4.º vs. 5.º

### Semifinales
- Ganador A vs. Ganador D
- Ganador B vs. Ganador C

Los ganadores de las semifinales disputarán la serie final.

## Fase regular

### Tabla General
| Pos. | Equipo                    | PJ | PG | PP | P+   | P-   | Dif. | Pts. | Clasificación    |
| --- | ------------------------- | -- | -- | -- | ---- | ---- | ---- | ---- | ---------------- |
| 1.° | Biguá                     | 24 | 18 | 6  | 2172 | 2053 | +119 | 42   | Cuartos de final |
| 2.° | Hebraica y Macabi         | 24 | 14 | 10 | 2048 | 1916 | +132 | 38   | Cuartos de final |
| 3.° | Malvín                    | 24 | 12 | 12 | 2008 | 2006 | +2   | 36   | Cuartos de final |
| 4.° | Defensor Sporting         | 24 | 12 | 12 | 1925 | 1959 | -34  | 36   | Cuartos de final |
| 5.° | Nacional                  | 24 | 11 | 13 | 1918 | 1933 | -15  | 35   | Cuartos de final |
| 6.° | Urupan                    | 24 | 11 | 13 | 1917 | 1954 | -37  | 35   | Play-In          |
| 7.° | Aguada (**)               | 24 | 15 | 9  | 1960 | 1887 | +73  | 35   | Play-In          |
| 8.° | Larre Borges              | 24 | 10 | 14 | 1978 | 2034 | -56  | 34   | Play-In          |
| 9.° | Goes (***)                | 24 | 14 | 10 | 1952 | 1897 | +55  | 33   | Play-In          |
| 10.° | Peñarol (****)            | 24 | 14 | 10 | 1943 | 1717 | +226 | 33   | Play-In          |
| 11.° | Trouville (*)             | 24 | 10 | 14 | 2093 | 2183 | -90  | 33   | Play-In          |
| 12.° | Urunday Universitario (D) | 24 | 9  | 15 | 1866 | 1889 | -22  | 33   | Descenso         |
| 13.° | Olimpia (D)               | 24 | 6  | 18 | 1730 | 1934 | -204 | 30   | Descenso         |
| Última actualización: 17 de febrero de 2023 *: Sanción de 1 punto menos por problemas con su parcialidad en esta temporada. **: Sanción de 4 puntos menos por diversos disturbios en el clásico contra Goes de esta temporada. ***: Sanción de 5 puntos menos por problemas con su parcialidad en esta temporada (4 contra Aguada). ****: Sanción de 5 puntos menos por múltiples incidentes con su parcialidad en la temporada pasada. |                           |    |    |    |      |      |      |      |                  |

### Desempate por el descenso
Había tres clubes empatados para definir el segundo descenso: Peñarol, Trouville y Urunday Universitario. Por los enfrentamientos entre sí, se salvó el aurinegro y debieron disputar un partido desempate entre los dos equipos restantes.
| 8 de marzo, 21:15 | Trouville                     | 78–73   | Urunday Universitario | Montevideo             |  |
|                   | Parciales: 0-0, 0-0, 0-0, 0-0 |         |                       |                        |  |
|                   |                               | Reporte |                       | Pabellón: Larre Borges |  |

## Play-offs
|  | Play-In | Play-In          | Play-In           |                   |   | Cuartos de final | Cuartos de final | Cuartos de final |  |   | Semifinales       | Semifinales | Semifinales |   |  | Finales | Finales | Finales |  |
|  |         |                  |                   |                   |   |                  |                  |                  |  |   |                   |             |             |   |  |         |         |         |  |
|  |         |                  |                   |                   |   |                  |                  |                  |  |   |                   |             |             |   |  |         |         |         |  |
|  |         |                  |                   |                   |   |                  |                  |                  |  |   |                   |             |             |   |  |         |         |         |  |
|  |         |                  |                   |                   |   |                  |                  |                  |  |   |                   |             |             |   |  |         |         |         |  |
|  |         |                  |                   |                   |   |                  |                  |                  |  |   |                   |             |             |   |  |         |         |         |  |
|  |         | 1                | Biguá             | 3                 |   |                  |                  |                  |  |   |                   |             |             |   |  |         |         |         |  |
|  |         |                  |                   | 3                 |   |                  |                  |                  |  |   |                   |             |             |   |  |         |         |         |  |
|  |         |                  | 8                 | Larre Borges      | 0 |                  |                  |                  |  |   |                   |             |             |   |  |         |         |         |  |
|  | 8       | Larre Borges (*) | 8                 | Larre Borges      | 0 | 3                |                  |                  |  |   |                   |             |             |   |  |         |         |         |  |
|  | 8       | Larre Borges (*) |                   |                   |   |                  |                  |                  |  |   |                   |             |             |   |  |         |         |         |  |
|  | 9       | Goes             | 1                 |                   |   |                  |                  |                  |  |   |                   |             |             |   |  |         |         |         |  |
|  | 9       | Goes             | 1                 |                   |   |                  |                  |                  |  | 1 | Biguá             | 2           |             |   |  |         |         |         |  |
|  |         |                  |                   |                   |   |                  |                  |                  |  | 1 | Biguá             | 2           |             |   |  |         |         |         |  |
|  |         |                  | 5                 | Nacional          | 3 |                  |                  |                  |  |   |                   |             |             |   |  |         |         |         |  |
|  |         |                  | 5                 | Nacional          | 3 |                  |                  |                  |  |   |                   |             |             |   |  |         |         |         |  |
|  |         |                  |                   |                   |   |                  |                  |                  |  |   |                   |             |             |   |  |         |         |         |  |
|  |         |                  |                   |                   |   |                  |                  |                  |  |   |                   |             |             |   |  |         |         |         |  |
|  |         | 4                | Defensor Sporting | 1                 |   |                  |                  |                  |  |   |                   |             |             |   |  |         |         |         |  |
|  |         |                  |                   | 1                 |   |                  |                  |                  |  |   |                   |             |             |   |  |         |         |         |  |
|  |         |                  | 5                 | Nacional          | 3 |                  |                  |                  |  |   |                   |             |             |   |  |         |         |         |  |
|  |         |                  | 5                 | Nacional          | 3 |                  |                  |                  |  |   |                   |             |             |   |  |         |         |         |  |
|  |         |                  |                   |                   |   |                  |                  |                  |  |   |                   |             |             |   |  |         |         |         |  |
|  |         |                  |                   |                   |   |                  |                  |                  |  |   |                   |             |             |   |  |         |         |         |  |
|  |         |                  |                   |                   |   |                  |                  |                  |  |   |                   | 5           | Nacional    | 2 |  |         |         |         |  |
|  |         |                  |                   |                   |   |                  |                  |                  |  |   |                   |             |             | 2 |  |         |         |         |  |
|  |         |                  | 2                 | Hebraica y Macabi | 4 |                  |                  |                  |  |   |                   |             |             |   |  |         |         |         |  |
|  |         |                  | 2                 | Hebraica y Macabi | 4 |                  |                  |                  |  |   |                   |             |             |   |  |         |         |         |  |
|  |         |                  |                   |                   |   |                  |                  |                  |  |   |                   |             |             |   |  |         |         |         |  |
|  |         |                  |                   |                   |   |                  |                  |                  |  |   |                   |             |             |   |  |         |         |         |  |
|  |         | 2                | Hebraica y Macabi | 3                 |   |                  |                  |                  |  |   |                   |             |             |   |  |         |         |         |  |
|  |         |                  |                   | 3                 |   |                  |                  |                  |  |   |                   |             |             |   |  |         |         |         |  |
|  |         |                  | 10                | Peñarol           | 1 |                  |                  |                  |  |   |                   |             |             |   |  |         |         |         |  |
|  | 7       | Aguada (*)       | 10                | Peñarol           | 1 | 1                |                  |                  |  |   |                   |             |             |   |  |         |         |         |  |
|  | 7       | Aguada (*)       |                   |                   |   |                  |                  |                  |  |   |                   |             |             |   |  |         |         |         |  |
|  | 10      | Peñarol          | 3                 |                   |   |                  |                  |                  |  |   |                   |             |             |   |  |         |         |         |  |
|  | 10      | Peñarol          | 3                 |                   |   |                  |                  |                  |  | 2 | Hebraica y Macabi | 3           |             |   |  |         |         |         |  |
|  |         |                  |                   |                   |   |                  |                  |                  |  | 2 | Hebraica y Macabi | 3           |             |   |  |         |         |         |  |
|  |         |                  | 3                 | Malvín            | 1 |                  |                  |                  |  |   |                   |             |             |   |  |         |         |         |  |
|  |         |                  | 3                 | Malvín            | 1 |                  |                  |                  |  |   |                   |             |             |   |  |         |         |         |  |
|  |         |                  |                   |                   |   |                  |                  |                  |  |   |                   |             |             |   |  |         |         |         |  |
|  |         |                  |                   |                   |   |                  |                  |                  |  |   |                   |             |             |   |  |         |         |         |  |
|  |         | 3                | Malvín            | 3                 |   |                  |                  |                  |  |   |                   |             |             |   |  |         |         |         |  |
|  |         |                  |                   | 3                 |   |                  |                  |                  |  |   |                   |             |             |   |  |         |         |         |  |
|  |         |                  | 6                 | Urupan            | 2 |                  |                  |                  |  |   |                   |             |             |   |  |         |         |         |  |
|  | 6       | Urupan (*)       | 6                 | Urupan            | 2 | 3                |                  |                  |  |   |                   |             |             |   |  |         |         |         |  |
|  | 6       | Urupan (*)       |                   |                   |   |                  |                  |                  |  |   |                   |             |             |   |  |         |         |         |  |
|  | 11      | Trouville        | 2                 |                   |   |                  |                  |                  |  |   |                   |             |             |   |  |         |         |         |  |
|  | 11      | Trouville        | 2                 |                   |   |                  |                  |                  |  |   |                   |             |             |   |  |         |         |         |  |
|  |         |                  |                   |                   |   |                  |                  |                  |  |   |                   |             |             |   |  |         |         |         |  |

(*):"Ventaja deportiva, la serie comienza 1-0 a favor de ellos"

### Play-In
| Equipo 1         | Serie | Equipo 2  | 1.º Juego            | 2.º Juego | 3.º Juego | 4.º Juego | 5.º Juego |
| ---------------- | ----- | --------- | -------------------- | --------- | --------- | --------- | --------- |
| Larre Borges (*) | 3–1   | Goes      | Ventaja Larre Borges | 74-70     | 68-79     | 90-86     | -         |
| Aguada (*)       | 1–3   | Peñarol   | Ventaja Aguada       | 69-77     | 82-85     | 68-87     | -         |
| Urupan (*)       | 3–2   | Trouville | Ventaja Urupan       | 93-71     | 70-72     | 79-92     | 92-77     |

(*): "Ventaja deportiva, la serie comienza 1-0 a favor de ellos"

### Cuartos de final
| Equipo 1          | Serie | Equipo 2     | 1.º Juego | 2.º Juego | 3.º Juego | 4.º Juego | 5.º Juego |
| ----------------- | ----- | ------------ | --------- | --------- | --------- | --------- | --------- |
| Biguá             | 3-0   | Larre Borges | 95-93     | 92-85     | 90-74     | -         | -         |
| Defensor Sporting | 1-3   | Nacional     | 66-78     | 73-79     | 92-73     | 71-81     | -         |
| Hebraica y Macabi | 3-1   | Peñarol      | 85-80     | 82-88     | 91-79     | 93-67     | -         |
| Malvín            | 3-2   | Urupan       | 78-75     | 88-96     | 96-92     | 77-88     | 99-83     |

### Semifinales
| Equipo 1          | Serie | Equipo 2 | 1.º Juego | 2.º Juego | 3.º Juego | 4.º Juego | 5.º Juego |
| ----------------- | ----- | -------- | --------- | --------- | --------- | --------- | --------- |
| Biguá             | 2-3   | Nacional | 69-70     | 84-91     | 87-68     | 93-80     | 79-88     |
| Hebraica y Macabi | 3-1   | Malvín   | 66-89     | 88-82     | 84-64     | 87-76     | -         |

### Finales
| Equipo 1 | Serie | Equipo 2          | 1.º Juego | 2.º Juego | 3.º Juego | 4.º Juego | 5.º Juego | 6.º Juego |
| -------- | ----- | ----------------- | --------- | --------- | --------- | --------- | --------- | --------- |
| Nacional | 2-4   | Hebraica y Macabi | 75 - 82   | 88 - 79   | 81 - 64   | 72 - 84   | 72 - 85   | 71 - 84   |